# Cerastium sinaloense
Cerastium sinaloense är en nejlikväxtart som beskrevs av D.A. Good. Cerastium sinaloense ingår i släktet arvar, och familjen nejlikväxter. Inga underarter finns listade i Catalogue of Life.